# Élisabeth Rouffiac
Élisabeth Rouffiac, née le 3 novembre 1894 à Fontainebleau (Seine-et-Marne) et morte le 28 octobre 1945 dans le 13e arrondissement de Paris, fut diplômée de la Maison de santé protestante de Bordeaux et directrice de l’Association d’hygiène sociale de l’Aisne.

## Biographie
Élisabeth Rouffiac est née dans une famille protestante. Elle est la fille de Paul Rouffiac, chef de dépôt au Paris-Lyon-Marseille, et de Thérèse Griard. Elle est titulaire du brevet simple et du brevet supérieur. Elle a obtenu un diplôme de fin d’études d’anglais. À 19 ans, elle habite avec sa famille à Roanne et décide de faire des études de garde-malade à la Maison de santé protestante de Bordeaux (MSP). 

### Début de carrière
C’est une élève du Dr Anna Hamilton, elle sort diplômée de l'école de la MSP en septembre 1916. Elle est affectée à divers hôpitaux militaires. Son frère aîné Jean, pasteur de Bolbec, est tué sur le front en 1915. 
Après 1919, elle est avec Marcelle Monod, une des infirmières visiteuses françaises engagées par le Comité américain pour les régions dévastées (CARD), qui prolonge son action dans l’Aisne. En 1921, elle bénéficie d’une bourse pour compléter ses études aux États-Unis. 
En 1922, elle revient travailler à Soissons. En 1923, le CARD se dissout et donne son patrimoine immobilier pour fonder l’Association d’hygiène sociale de l’Aisne (AHSA).

## L'AHSA

### Poste de direction
Élisabeth succède à Marguerite Oelker, diplômée de l’école professionnelle de l’Association d’assistance aux malades (ADAM) fondée par Gabrielle Alphen-Salvador, à la direction de l’AHSA de juillet 1928 jusqu'à son décès, le 26 octobre 1945.  
De 1925 à 1927, l'AHSA s’occupe de la santé des cheminots. Élisabeth crée, à la demande de la SNCF-Nord, un poste d'infirmière visiteuse à Hirson (Aisne).
À partir de 1927, les visites des infirmières visiteuses sont remboursées à l’AHSA par la caisse d'allocations familiales, puis, en 1932, par les caisses d'assurances sociales. Elles assurent la surveillance des familles bénéficiant des prestations maternité et primes d'allaitement. Puis, à partir de 1938, elles réalisent des enquêtes de longue maladie et d'invalidité.  

### Enseignement à l’AHSA
De 1927 à 1928, Élisabeth est chargée d’encadrer les stages pratiques d'une durée de deux à trois mois des élèves qui lui sont adressées par l'école de l’ADAM (rue Amyot jusqu'en 1931, puis rue du 11 novembre, à Montrouge) dirigée par Jeanne de Joannis. Cette dernière envoie ses élèves à Soissons pour des stages pratiques. Quand Élisabeth prend ses fonctions de directrice, cet encadrement échoit à Mlle Perrelet. Cet encadrement consiste à préparer des visites à domicile, évaluer le travail fait, réaliser des démonstrations pratiques (soins, cours de puériculture), enseigner la législation sociale et organiser des visites dans des établissements de l’Aisne. En échange, l'école professionnelle d'assistance aux malades verse un complément de traitement à la personne qui assure ces activités.
De plus, l'AHSA collabore avec des organismes privés, comme la Croix-Rouge. En 1934, Mme de la Rochefoucauld, présidente de la Croix-Rouge de Soissons, demande aux infirmières visiteuses de l'AHSA de l'aider à organiser et à faire des cours Croix-Rouge, puis des cours de secourisme, de 1941 à 1944. 

### Liens avec le milieu protestant du Nord
La construction à Lille de l’hôpital Ambroise-Paré par ses condisciples Eva Durrleman et Thérèse Matter lui permet d’avoir des échanges avec des professionnelles dont elle partage les idéaux. La grande fête organisée lors de l’inauguration de l’internat de l’hôpital Ambroise-Paré, le 18 novembre 1933, où elle est invitée en tant que directrice de l’AHSA, rassemble le Dr Anna Hamilton, Éveline et Madeleine  Seltzer, Marcelle Monod, Eva Durrleman, Alice Bianquis Escande, Henri Nick et les familles Matter, Fallot, Ménard, Neu. Un tel événement consolide ses relations avec les communautés protestantes de la région Nord.

### Visibilité de l’AHSA dans les instances internationales
À l'Exposition coloniale de 1931 à Paris, à la Conférence internationale de service social, en 1936, à Londres, et à l'Exposition internationale de 1937 à Paris, un stand est consacré aux activités de l’AHSA. La directrice et son équipe préparent des documents, des rapports sur leurs activités, des tableaux, schémas et photos qui présentent leur action sanitaire et sociale. À sa grande amertume, elle doit laisser le Dr Bonnenfant, médecin soissonnais depuis le début du siècle, président du conseil d’administration, représenter l’AHSA.

## L’AHSA pendant la Seconde Guerre mondiale
Au début de la Seconde Guerre mondiale, en septembre 1939, Anne Morgan (1873-1952) réorganise le Comité américain sous le nom de Comité américain de secours civil (CASC), et installe son quartier général à Blérancourt (Aisne). Le centre de Blérancourt et les villages desservis par les infirmières visiteuses de l’AHSA sont pris en charge par le CASC. Puis c’est l'exode. Les centres de l’AHSA restent en sommeil avec un personnel restreint, toujours sous la direction d’Élisabeth Rouffiac. À partir de fin 1941, le CASC a l’autorisation de se réinstaller dans l’Aisne. Il prend en charge la santé publique du département dans la mesure de ses moyens limités.
Élisabeth subit les privations de la guerre, mais continue à accomplir ses tâches. Elle meurt d’épuisement à la fin de la guerre.

## Archives
- Archives de la Maison de santé protestante de Bordeaux.
- Archives de Chantoiseau.
- Archives de l’Association Anne Morgan, Soissons (Aisne) : archives de l’Association d’hygiène sociale de l’Aisne, 1923-1952.
- Archives de la Maison de santé Ambroise-Paré de Lille.
- Archives du Comité américain des régions dévastées (CARD), musée national de la coopération franco-américaine, Blérancourt (Aisne).